# Anabarilius paucirastellus
Anabarilius paucirastellus är en fiskart som beskrevs av Yue och He, 1988. Anabarilius paucirastellus ingår i släktet Anabarilius och familjen karpfiskar. Inga underarter finns listade i Catalogue of Life.